# 익명

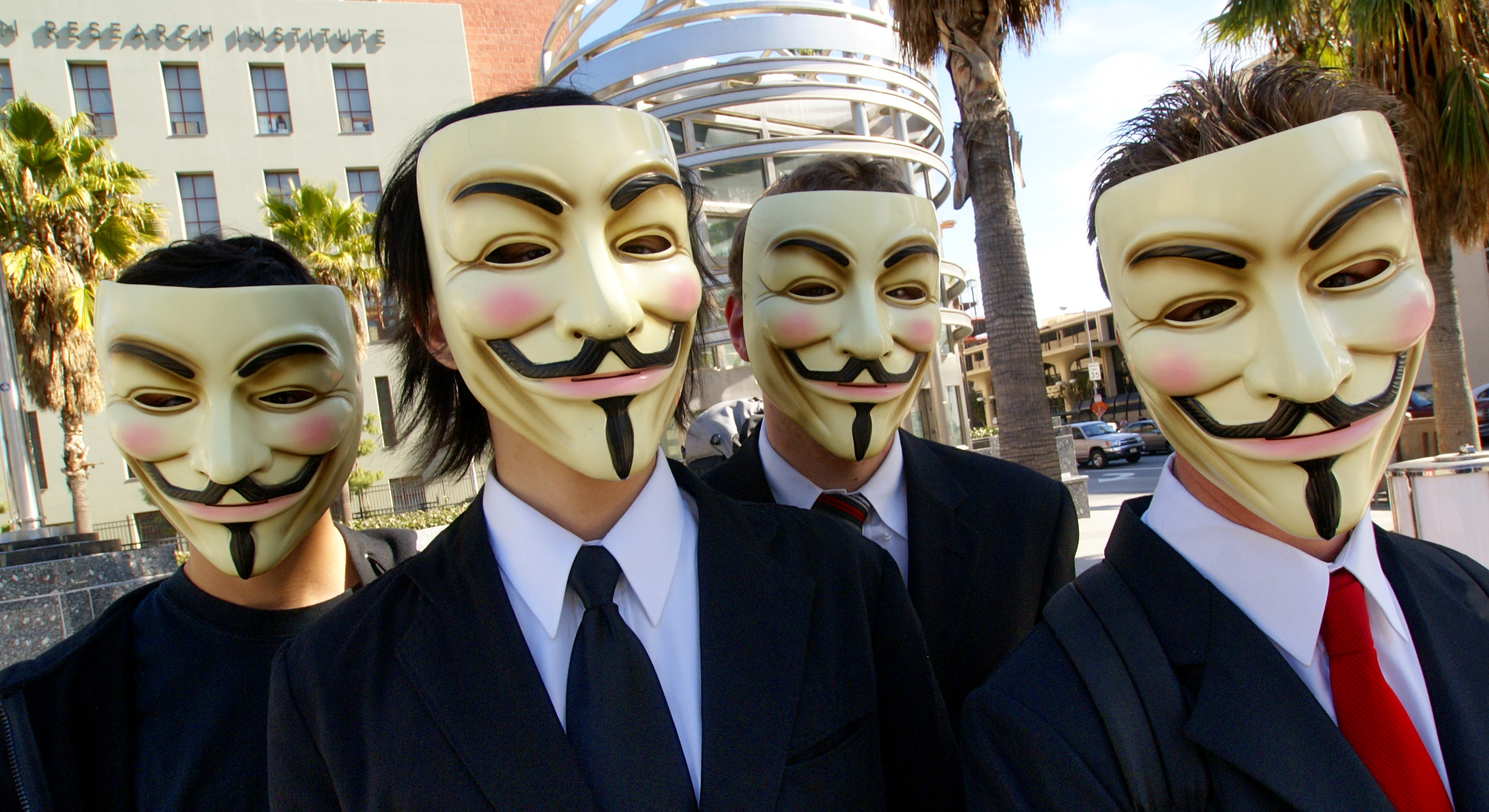
익명의 사람들

익명(匿名, 영어: anonymous, 문화어: 닉명)은 본래 이름 혹은 본래 신원을 숨기고 공개하지 않는 것을 의미한다. 익명성은 행동하는 사람의 신원을 알 수 없는 상황을 설명한다. 일부 작가는 '무명'(namelessness)이 기술적으로 정확하지만 익명의 맥락에서 더 중요한 문제를 포착하지 못한다고 주장했다. 여기서 중요한 아이디어는 사람을 식별할 수 없거나 접근할 수 없거나 추적할 수 없다는 것이다. 익명성은 프라이버시나 자유와 같은 특정 다른 가치를 실현하는 기술 또는 방법으로 간주된다. 지난 몇 년 동안 범죄자와 악의적인 사용자가 다크 웹에서 사용하는 익명성 도구는 기존의 감시 기술을 사용하는 법 집행 기관의 능력을 크게 변경했다.
익명성이 보호될 뿐만 아니라 법으로 시행되는 중요한 예는 자유 선거에서의 투표이다. 다른 많은 상황(예: 낯선 사람 간의 대화, 상점에서 일부 제품 또는 서비스 구매)에서 익명성은 전통적으로 자연스러운 것으로 받아들여진다. 개인이 자신의 신원을 숨기기로 선택할 수 있는 다양한 상황도 있다. 자선 행위는 후원자가 인정받기를 원하지 않을 때 익명으로 행해졌다. 위협을 느끼는 사람은 익명성을 통해 위협을 완화하려고 시도할 수 있다. 범죄 목격자는 예를 들어 익명으로 범죄 제보 전화를 걸어 보복을 피하려고 할 수 있다. 범죄자는 범죄 참여를 숨기기 위해 익명으로 진행할 수 있다. 익명성은 시간의 흐름이나 파괴적인 사건으로 인해 식별 정보가 손실되어 의도하지 않게 생성될 수도 있다.
그러나 특정 상황에서는 익명을 유지하는 것이 불법일 수 있다. 예를 들어, 미국 24개 주에는 구금된 사람이 범죄를 저지른 것으로 합리적으로 의심될 때 법 집행관의 요청이 있을 때 스스로 신원을 밝히도록 요구하는 "정지 및 신원 확인"(stop and identify) 법령이 있다.
"익명 메시지"라는 용어는 일반적으로 보낸 사람을 밝히지 않는 메시지를 의미한다. 많은 국가에서 익명의 편지는 법으로 보호되며 일반 편지와 같이 전달되어야 한다.

## 익명의 이용
익명을 사용하는 이유는 다양하며, 법에 보장되거나 정당하게 여겨지거나 사회적으로 용인된다. 예를 들어 많은 자선 활동은 여러 이유로 익명으로 이뤄진다. 또한 범죄에 대한 증인 등 위협을 당할 우려가 있는 경우 등 익명이 반드시 필요한 경우도 존재한다. 동시에, 범죄 사실을 숨기거나 또, 도피하기 위하여 익명을 이용하는 등, 비합법적인 사례도 있다. 하지만 익명으로 사람을 구한 사례도 있다.

## 익명과 가명
실제 자기 이름을 사용하지 않는다고 하여 무조건 익명인 것은 아니다. 실제 이름 대신 이용하는 다른 이름은 가명이라고 한다. 예를 들어 인터넷에서 닉네임을 이용하여 글을 올리는 것은 익명이 아닌 가명을 이용한 것이다.

## 같이 보기
- 가명
- 프라이버시
- 보안
- 디지털 정체성
- 기기 지문